# Amor mío (telenovela argentina)
Amor mío è una sitcom argentina prodotta da Cris Morena Group e RGB Entertainment nel 2005.
Ha come protagonisti Romina Yan e Damián de Santo.

## Trama
La storia gira intorno ad Abril e Marcos, due persone con caratteri totalmente diversi. Lei è agitata, estroversa, allegra, mentre lui è amante dell'ordine, della tranquillità e di una vita organizzata. La convivenza non è facile e diventa peggiore quando entrambi cercano di nascondere l'attrazione che emerge tra di loro. I due si sono conosciuti durante il periodo dell'infanzia.
Ángeles, madre di Marcos, si innamora di Andrés, padre di Abril, dopo che entrambi hanno perso il proprio coniuge e si vogliono sposare. Questo succede anche tra Abril e Marcos. Ma per diversi anni, precedenti alla narrazione, i due si lasciano per prendere strade diverse.
Il destino però li riunisce, ma, adesso sono adulti. Alla lettura del testamento, poiché il padre di Abril è morto in un incidente automobilistico ed entrambi ereditano un dipartimento; nonostante, ai due, non piaccia l'idea di lavorare assieme. Da qui, inizia la storia, con conflitti irrisolti e un passato comune.

## Personaggi ed interpreti

### Principali
- Abril, interpretata da Romina Yan[1]:

Ha 26 anni, ritorna nel suo paese natale, Buenos Aires, dopo aver vissuto 8 anni negli Stati Uniti. Dopo la relazione finita male con Gustavo, in quanto quest'ultimo, proprietario di un ristorante, in cui Abril dava una mano, fino a che lei ha scoperto il fidanzato con un'aiutante del posto e si sono lasciati. Per questo motivo, si vuole prendere una pausa di riflessione prima di ricominciare una storia d'amore. Nello stesso periodo, viene a sapere della morte del padre, Miguel, fotografo, e prende la decisione di ritornare nella capitale argentina, cercando di avviare una nuova tappa della sua vita.
- Marcos, interpretato da Damián de Santo[1]:

Ha 32 anni, è un ingegnere. Figlio di Andres. Si innamora di Abril, anche se è tutto l'opposto di lei. Ha studiato in una scuola militare come allievo. Ha un brutto rapporto con il padre, poiché Marcos considera il genitore colpevole dell'abbandono della madre. L'ambito militare è il luogo che lo ha consolidato nei suoi hobby e tradizioni. Ha iniziato la sua carriera d'ingegnere grazie a suo padre, ma, in realtà, non è la vera passione del figlio. Adora la routine, l'ordine e le regole. Nel suo lavoro, ha una brutta relazione con il suo capo, Donado.
- Maggie, interpretata da María Valenzuela[1]:

Ha 50 anni, madre di Abril. È stata sposata con Miguel, ma, adesso prova qualcosa per il padre di Marcos, Andrés. La sua migliore amica è Ines. È egocentrica e preferisci occuparsi di se stessa invece che della figlia. Fa parte della classe media, anche se si considera un'aristocratica.
- Andrés, interpretato da Arturo Bonin[1]:

Ha 55 anni, padre di Marcos, ingegnere e cartografo; oltre che un autoritario e severo militare. Lavora nell'"Istituto Geografico Militare". Si è sposato due volte, la seconda con Laura, con cui ha avuto una figlia, Violeta, il punto debole di Andrés. Sogna una fidanzata diversa, da Abril, per suo figlio. Viene definito razzista, poiché odia gli ebrei, quelli di colore nero e gli omosessuali.

### Altri personaggi
- Vera, interpretata da Jorgelina Aruzzi[1]:

Ha 25 anni, migliore amica di Abril. Si conoscono dai tempi dell'asilo. Ama collezionare oggetti antichi. Durante l'evoluzione della storia si innamorerà di Felipe.
- Felipe, interpretato da Pasta Dioguardi[1]:

Migliore amico di Marcos. È proprietario di un bar, in un piano terra di un'antica casa dove vive. Lui è donnaiolo e ingenuo. Durante l'evoluzione della storia si innamorerà di Vera.
- Santiago, interpretato da Gastón Ricaud[1]:

Collega di Marcos e il suo principale avversario, sia nel campo lavorativo sia in quelle personale. Anch'egli è un ingegnere ed è appena tornato dagli Stati Uniti dopo aver fatto una perizia in una prestigiosa università del posto. Lui è attratto da Abril. Ha una sorella di nome Gloria, ambiziosa come il fratello e di professione coreografa.
- Violeta, interpretata da María Eugenia Suárez[1]:

Ha 14 anni, è sorellastra minore di Marcos, figlia del secondo matrimonio di Andres. È un'adolescente ribelle e maliziosa.
- Donado, interpretato da Ernesto Claudio[1]:

Capo, in campo lavorativo, di Marcos e Santiago. Fa tutto il possibile per non retribuire i suoi lavoratori, cercando anche di sfruttarli.
- Betty, interpretata da Mariela Castro Balboa[1]:

La segretaria di Donado. È innamorata di Marcos, però, sente che non è il tipo di uomo adatto a lei. La sua aspirazione è essere una mantenuta ed è delusa da Marco perché non fa valere i propri diritti.
- Sara, interpretata da Chela Cardala[1]:

Portinaia dell'edificio in cui vivono Abril e Marcos. Assolutamente indiscreta e pettegola. Più tardi nella storia svolgerà le pulizie in casa dei due, contribuendo alla loro riconciliazione. Soffre di cleptomania.
- Inés, interpretata da Rita Terranova[1]:

Migliore amica di Maggie e madrina di Abril. È la voce della coscienza che cerca di agire, sempre, con saggezza; ma non ci riesce. Nelle discussioni con l'amica, difende sempre la figlioccia. 

## Produzione
L'idea della serie nasce nel 2002, quando Cris Morena e Gustavo Yankelevich, rispettivamente la produttrice e il direttore della commedia, decisero di creare un unitario, cioè una serie televisiva, ma, nel 2005 i due decisero di trasformarlo in una sitcom. Nel marzo dello stesso anno è stata presentata al pubblico, durante una conferenza, dove hanno preso parte il cast della serie.
Ha iniziato le trasmissioni il 9 marzo 2005, con rating di 25.8 diventando il programma più visto della giornata. Nel luglio, la sitcom era la seconda più vista della televisione argentina di quell'anno, con 24.9 secondo i dati IBOPE, dietro a Showmatch, superando fenomeni come Casados con Hijos e ¿Quién es el jefe?. Viene anche qualificato come unica sitcom argentina di quell'anno, cioè che non è un adattamento ad altre serie, come è successo per le altre serie citate in precedenza.

## Adattamenti
Dallo sceneggiato sono stati creati alcune versioni locali in altri paesi:
- Messico, con il titolo Amor mío, è stata prodotta da Televisa e ha come protagonisti Vanessa Guzmán e Raúl Araiza. Questa versione è stata venduta anche negli Stati Uniti d'America.
- Russia, il formato è stato venduto anche in questo paese[5].

## Distribuzioni internazionali
| Paese           | Canale/i                 |
| --------------- | ------------------------ |
| Venezuela       |                          |
| Rep. Dominicana |                          |
| Paraguay        |                          |
| Messico         | Canal de las Estrellas   |
| Malaysia        |                          |
| El Salvador     |                          |
| Corea del Sud   | Cartoon Network Giappone |
| Israele         |                          |

## Premi e riconoscimenti
- 2005 - Premio Clarín[6][7]
  - Nomination - Miglior fiction giornaliera.
  - Nomination - Artista rivelazione a Jorgelina Aruzzi.
- 2005 - Premio Martín Fierro[8][9]
  - Nomination - Miglior commedia.
  - Nomination - Attore protagonista di commedia a Damián de Santo.
  - Nomination - Attrice di reparto in commedia a Jorgelina Aruzzi.
  - Nomination - Attrice di reparto in commedia a María Valenzuela.

## Accoglienza
La serie ha ricevuto recensioni positive da parte dei critici, segnato anche dagli ascolti ricevuti. Secondo il quotidiano La Nación: "vicino allo stile di Son amores rispetto ad una sitcom a tutti gli effetti come La niñera, Amor mio, pare contare di più su un clima generale dove troviamo gags e situazioni varie. A suo favore la capacità, Tomas Yankelevich, sottolinea, in ogni sequenza, il dinamismo e la freschezza della storia".